# Kings Bay Marinlaboratorium
Kings Bay Marinlaboratorium är ett havsvattenlaboratorium i Ny-Ålesund i Svalbard.
Kings Bay Marinlaboratorium ägs och drivs av Kings Bay AS som en del av infrastrukturen för naturvetenskaplig forskning i Ny-Ålesund. Kings Bay AS bedriver ingen forskning i egen regi, utan hyr ut lokaler och utrustning i laboratoriet främst under högsäsong mellan den 1 juni och september till norska och utländska forskningsinstitutioner. Det hyrs ut på kommersiella villkor som en del av företagets affärsidé för att administrera den av bolaget ägda forskningsbyn.
Marinlaboratoriet ligger vid Kongsfjordens strand vid Ny-Ålesunds hamn och invigdes 2005. En av de större användarna är det tyska Alfred Wegenerinstitutet, som tillsammans med franska Institut polaire français Paul-Émile Victor driver Forskningsstationen AWIPEV i Ny-Ålesund. I marinlaboratoriet bedriver Alfred Wegenerinstitutet forskning inom marinbiologi och -ekologi, oceanografi, maringeologi och isforskning.